# Израэль, Джонатан
Джонатан Ирвин Израэль (англ. Jonathan Irvine Israel; род. 26 января 1946 года) — британский исследователь, специализирующийся на истории Нидерландов, эпохе Просвещения и истории евреев в Европе. Почётный профессор Школы исторических исследований в Институте перспективных исследований, Принстон, ранее профессор в Университетском колледже Лондона. Член Британской академии (1992).
В истории эпохи Просвещения противопоставляет два лагеря: «Радикальное Просвещение» было основано на рационалистическом материализме, впервые сформулированном Спинозой, а в оппозиции ему стояло «умеренное Просвещение», которое, по мнению Д. Израэля, было ослаблено верой в Бога. В его интерпретации радикальное Просвещение является основным источником современной идеи свободы. Он утверждает, что умеренное Просвещение, включая Локка, Вольтера и Монтескье, не внесло реального вклада в борьбу с суевериями и невежеством.

## Биография
Учился в Килбернской средней школе и, как и его школьный сверстник и будущий коллега-историк Роберт Вистрих, продолжил изучать историю в качестве студента Куинс-колледжа в Кембридже, который окончит с красным дипломом в 1967 году сдав II часть Трайпоса. Его дипломная работа проходила в Оксфордском университете и в Мексиканском Университетском Колледже (El Colegio de Mexico) в Мехико. В 1972 году получил степень доктора философии.
В 1970 году назначен научным сотрудником сэра Джеймса Нотта в Ньюкаслском университете, а в 1972 году перешёл в Университет Халла, где был сначала ассистентом, а затем лектором по ранней современной Европе. В 1974 году стал лектором по ранней современной европейской истории в Университетском колледже Лондона, а в 1981 году лектором по современной истории, а затем и профессором голландской истории и институтов в 1984 году.
В январе 2001 года стал профессором современной европейской истории в школе исторических исследований Института перспективных исследований Принстона, штат Нью-Джерси. В 2007 году, к 375-й годовщине со дня рождения Спинозы, он занимал должность заведующего кафедры философии Спинозы в Амстердамском университете.
Начинал как историк экономики.

## Научные взгляды
Израэль определил то, что он считает «радикальным просвещением», утверждая, что оно возникло у Спинозы. Он очень подробно описывает, что Спиноза «и Спинозизм были фактически интеллектуальным хребтом Европейского радикального просвещения повсюду, не только в Нидерландах, Германии, Франции, Италии и Скандинавии, но также в Великобритании и Ирландии», и что «радикальное просвещение», склоняясь к религиозному скептицизму и республиканскому правительству, ведёт к современному либерально-демократическому государству.
Израэль резко критикует Жана-Поля Марата и Максимилиана Робеспьера за отрицание истинных ценностей радикального просвещения и грубое искажение Французской революции. Он утверждает: «Якобинская идеология и культура при Робеспьере были навязчивым моральным пуританизмом Руссо, пропитанным авторитаризмом, антиинтеллектуализмом и ксенофобией», и он отвергал свободу слова, основные права человека и демократию".
Его сужение до спинозизма существа термина "радикального Просвещения" критиковала введшая последний Маргарет Джейкоб.
А Дэвид А. Белл подмечал, что Израэль, сужая Просвещение до ряда «радикальных авторов», их якобы огромное влияние приписывает почти исключительно чистой силе их идей.

## Критика
Его работы получили серию критических замечаний от ведущих практиков всех мастей, включая Тео Вербека, Харви Чизика, Энтони Ла Вопу, Антуана Лилти, Самуэля Мойна и Дана Эдельштейна. В глазах критиков он слишком настаивает на том, что Просвещение следует рассматривать как движение идей и теорий, пренебрегая социально-экономическими корнями интеллектуальных изменений в XVIII в.

## Почётные звания и награды
- член-корреспондент Королевской академии наук и искусств Нидерландов (Koninklijke Nederlandse Akademie van Wetenschappen) (1994)[15]
- премия Лео Гершой Американской исторической ассоциации (2001)
- Орден Нидерландского льва (2004)
- Nicolai Rubinstein lecture (2008)[16]
- Премия Хейнекена в области истории, медицины, экологических исследований и когнитивных наук[17]
- медаль Бенджамина Франклина Королевского общества искусств за выдающийся вклад в стипендию Просвещения[18].

## Сочинения
- European Jewry in the Age of Mercantilism, 1550–1750. — New York: Oxford University Press, 1985. — ISBN 0198219288.
- Radical Enlightenment: Philosophy and the Making of Modernity, 1650-1750. — Oxford : Oxford University Press, 2001. — ISBN 0-19-820608-9.
- A Revolution of the Mind: Radical Enlightenment and the Intellectual Origins of Modern Democracy. — 2009. ISBN 978-0-691-14200-5 {Рец. Маргарет Джейкоб}
- Democratic Enlightenment: Philosophy, Revolution, and Human Rights 1750–1790. — 2011. ISBN 978-0-199-54820-0
- Revolutionary Ideas: An Intellectual History of the French Revolution from The Rights of Man to Robespierre. — 2014. ISBN 978-0-691-15172-4
- Голландская республика. Её подъём, величие и падение. 1477—1806 = The Dutch Republic: Its Rise, Greatness, and Fall 1477—1806. Том 1. — КЛИО, 2017. — 608 с. ISBN 978-5-906518-20-0
- Голландская республика. Её подъём, величие и падение. 1477—1806. Том 2. 1651—1806. — КЛИО, 2018. — 618 с. ISBN 978-5-906518-71-2